# 구레하정
구레하정(呉羽町)은 도야마현 네이군에 설치되었던 정이다. 현재의 도야마시에 해당한다.